# Pyrgophlaeoba pendleburyi
Pyrgophlaeoba pendleburyi är en insektsart som beskrevs av Miller, N.C.E. 1929. Pyrgophlaeoba pendleburyi ingår i släktet Pyrgophlaeoba och familjen gräshoppor. Inga underarter finns listade i Catalogue of Life.